# Mariano Ribas Elias
Mariano Ribas Elias (Esparreguera, 1730/1735 – Madrid, 1800) va ser fundador amb Antonio Gimbernat del Reial Col·legi de Cirurgia de San Carlos a Madrid.
Era fill de Francesc Ribas i de Serafina Elías. La seva família eren pagesos i el seu pare va arribar a ser alcalde d'Esparreguera l'any 1759. Va cursar els estudis de Filosofia i Medicina a la Universitat de Cervera.
L'any 1754 es trasllada a Cadis per estudiar Cirurgia al Real Colegio de Cirugía de la Armada de Cadis. Va poder compaginar treball amb estudis, va ser metge ajudant del professor del Real Colegio Dr. Diego Porcel. L'any 1755 el van nomenar Practicant Major; el 1756 va ser nomenat vicerector; el 1757 rector i el 15 de maig de 1758 va ser nomenat Primer Cirurgià de la Reial Armada.
Al setembre de l'any 1758 embarca a Cadis amb destí al port de Barcelona per a incorporar-se a la flota de naus que s'estava preparant per a recollir el nou rei d'Espanya (Carles III). Al mes de juny de 1760 rep l'ordre d'incorporar-se com a cirurgià primer a la tripulació de les naus de guerra que havien d'escortar la flota que tenia previst de sortir del port de Cadis el dia 29 amb destí a Veracruz.
Ribas va haver d'agafar un altre vaixell a Veracruz, amb destí a Buenos Aires per a incorporar-se a les forces del Governador Pedro Cevallos Cortés al Río de la Plata, que van participar en la reconquesta de la Colònia de Sacramento l'any 1762. Va tornar a Espanya l'any 1766, reincorporant-se a l'Hospital de la Marina de Cadis, com a cirurgià primer de l'Armada fins a l'any 1722, que va ser nomenat Maestro del Real Colegio de Cirugia. A finals de l'any 1772 viatja a París per ampliar els seus estudis, la despesa anava a càrrec seu.
L'1 d'abril de 1774 rep l'ordre reial de romandre a París i esperar l'arribada del professor del Reial Col·legi de Cirurgia de Barcelona Antonio Gimbernat, ja que els dos van ser pensionats per a continuar els seus estudis a l'estranger i poder experimentar les tècniques quirúrgiques que s'aplicaven en els principals centres hospitalaris de París, Londres, Edimburg i Amsterdam.
Van estar-se tres anys a París, de 1774 a 1777, on van treballar amb els millors professionals. De París van anar a Londres a treballar als hospitals de St. Thomas, Guy i el de San Bartolomé. De Londres a Escòcia, concretament a Edimburg, finalment van anar a Holanda, a les ciutats d'Amsterdam i Leyden. Tornen a Espanya l'any 1778.
Quan tornen a Espanya tant Gimbernat com Ribas reben l'encàrrec d'organitzar un col·legi de cirurgia a Madrid. L'any 1787 inauguren el Real Colegio de Cirugía de San Carlos.
Els dos professors van ser nomenats pel rei Carles III directors perpetus del Col·legi. L'any 1792 Mariano Ribas va ser nomenat Metge de Cambra del rei Carles IV d'Espanya.
L'any 1795 va ingressar a l'Acadèmia de Doctors. Va ser metge de Cambra de la cort fins a la seva mort a Madrid el 3 de setembre de 1800.